# Zoroastro (Goldoni)
Zoroastro è una tragicommedia in cinque atti in versi martelliani di Carlo Goldoni del 1760, rappresentata per la prima volta durante l'autunno di quell'anno nel Teatro San Luca di Venezia. Considerato il clamoroso insuccesso, fu replicata una sola volta.
Per Gasparo Gozzi, Goldoni si era ispirato al dramma per musica Alessandro nell'Indie di Metastasio, ma è da considerare che il personaggio di Zoroastro era all'epoca molto di moda, tanto che nel 1752 Casanova aveva tradotto la tragedia lirica Zoroastre di Jean-Philippe Rameau del 1749 per il teatro di Dresda, riscuotendo un trionfale successo, e nel 1755 era uscito a Bologna un romanzo intitolato Zoroastre. Istoria tradotta dal caldeo in francese e dall'ultimo in italiano.
Lo Zoroastro  di Goldoni faceva parte del progetto delle Nove muse, che prevedeva la stesura di nove commedie, diverse per argomento, registro e metro letterario,  e dedicata ognuna a una dea del Parnaso (Urania in questo caso). Nei programmi dell'autore e dell'impresario Vendramin questo ciclo di commedie avrebbe dovuto risanare il bilancio negativo della stagione 1758-1759 del Teatro San Luca. In realtà non tutte le opere furono completate: Gli amori di Alessandro Magno andò in scena nella primavera del 1759; La scuola di ballo e Artemisia in autunno; L'impresario delle Smirne e Gl'innamorati furono allestite nel successivo Carnevale; questa e Enea nel Lazio andarono in scena l'anno seguente, mentre le ultime due non furono mai scritte o andarono perdute. La fortuna di questi componimenti fu alterna presso i contemporanei, così come rimane ondeggiante oggi.

## Trama
Semiramide, donna forte e dai sentimenti virili, desiderosa di ottenere dominio e potere assoluti, fa ingelosire la fidanzata di Zoroastro, la principessa Nicotri. Anche il promesso sposo di Semiramide, il principe Nino, è devastato dalla gelosia. Semiramide risolverà tutti i disordini che ha provocato con un appassionato discorso e la vicenda si concluderà con un doppio matrimonio.

## Poetica
In quest'opera, in cui la gelosia amorosa sovrasta la ragion di Stato, la presenza dell'astrologia è preponderante. Il tema annoiò gli spettatori veneziani, ma per Giuseppe Ortolani è comunque rimarchevole la scena del consesso di scienziati, una scena tesa alla satira dell'astrologia, argomento che voleva essere il motivo di fondo dell'intero dramma.
Secondo alcuni studiosi, questa tragicommedia (così come il riferimento alla setta dei Liberi Muratori ne Le donne curiose del 1753) riveste un particolare interesse rispetto alla presunta appartenenza del commediografo veneziano alla massoneria (Zoroastro è infatti un personaggio mitico della dottrina massonica).